# Tre sange til tekster af Viggo Stuckenberg
Tre sange til tekster af Viggo Stuckenberg is een verzameling liederen van Eyvind Alnæs. 
Alnaes koos voor dit opus uit het oeuvre van de Deense schrijver Viggo Stuckenberg, die verteerd werd door liefdesverdriet. Zijn vrouw ging ervandoor met de tuinman, en Stuckenberg trouwde later de vrouw van die tuinman. De drie gebruikte teksten gaan alle drie dan ook min of meer over de liefde:
1. Lykken mellem to mennesker (Liefde tussen twee mensen)
2. Nu brister i alle de klofter (De diepe ravijnen van mijn angst verbrokkelen)
3. En morgen var din grav (Op een morgen bij jouw graf).

Lied 2 werd later door Alnæs georkestreerd (3 Sange med orkester).
Edition Wilhelm Hansen gaf de bundel uit in 1913 (nr. 15436).